# Alice Bastos Neves
Alice Bastos Neves (Pelotas, 14 de julio de 1984) es una periodista deportiva brasileña.

## Biografía y carrera
Alice es licenciada en Periodismo en la Pontificia Universidad Católica del Río Grande del Sur. Antes de graduarse, pasó por un período de indecisión y entró también para el curso de educación física. Cursó dos semestres y empezó a trabajar en el periodismo. A los cuatro años, fue vivir en Porto Alegre con su familia.
Comenzó en la televisión después de terminar la universidad. Antes de optar definitivamente por la televisión, trabajó como responsable de prensa. Considera que su primer trabajo fue en RBS TV (afiliada de TV Globo en el Río Grande del Sur). “Hice una prueba de video y me aprobaron para el puesto de reportera de RBS Esporte, un programa que se transmite los sábados por la mañana. Como no tenía experiencia, pasé por un período de adaptación. Solo seguía a los reporteros y miraba, solo después de un tiempo comencé a salir sola para hacer mis propias historias”, recuerda y aún guardó su primer artículo sobre esgrima, para Bom Dia Rio Grande.
Alice es reportera de RBS TV y presentadora de la edición Río Grande del Sur de Globo Esporte desde 2011. Es reportera de deportes olímpicos.
Participó de la cobertura del movimiento de hinchas del Mundial de Brasil 2014, directamente desde Porto Alegre con entradas en vivo.
Se caracteriza por disfonía octogonal.

## Vida personal
Desde enero de 2015, Alice es madre de Martin, fruto de su unión con el empresario David Riesinger, con quien está casada desde diciembre de 2012.